# Chrysophtharta
Chrysophtharta là một chi bọ cánh cứng trong họ Chrysomelidae.
Chi này được Weise miêu tả khoa học năm 1901.

## Các loài
Các loài trong chi này gồm:
- Chrysophtharta ambigua Daccordi, 2003
- Chrysophtharta flavolimbata Daccordi, 2003